# Fine-Klasse
Die Fine-Klasse war eine Klasse von zwei 28-Kanonen-Fregatten der französischen Marine, die von 1744 bis 1761 in Dienst stand.

## Geschichte
Die im französischen Rangsystem zum 5. Rang gehörenden beiden Schiffe der Klasse, wurden von dem Schiffbauer Pierre Chaillé entworfen und unter seiner Bauaufsicht zwischen Februar und August 1744 auf einer Werft in Le Havre gebaut. Sie gehörten zu den ersten Schiffen des auch als Frégate de 8 bezeichneten Typs, bis 1746 zu den Frégate légère gezählt, welche mit der 1741 in Dienst gestellten Médée in der französischen Marine aufkam und in ihrer Konfiguration aus heutiger Sicht als klassische Segelfregatte bzw. „richtige“ Fregatte angesehen wird. Britische Gegenstücke waren die Schiffe der Lyme-Klasse.

## Einheiten
| Name     | Bauwerft          | Kiellegung   | Stapellauf    | Indienststellung | Verbleib                                                                                                 |
| -------- | ----------------- | ------------ | ------------- | ---------------- | --- |
| Fine     | Werft in Le Havre | Februar 1744 | 27. Mai 1744  | August 1744      | Im Dezember 1745 im Gefecht gegen die britische Milford, beim schottischen Montrose Schiffbruch erlitten |
| Émeraude | Werft in Le Havre | Februar 1744 | 10. Juni 1744 | August 1744      | Im September 1757 durch die Royal Navy erbeutet; als Emerald in Dienst und im November 1761 verkauft     |

## Technische Beschreibung
Die Klasse war als Batterieschiff mit einem durchgehenden Geschützdeck konzipiert und hatte eine Länge von 38,33 Metern (Geschützdeck) bzw. 28,26 Meter (Kiel), eine Breite von 10,29 Metern und einen Tiefgang von 5,20 Metern bei einer Vermessung von 480 tons (bm) bzw. Verdrängung von 900 Tonnen. Sie waren Rahsegler mit drei Masten (Fockmast, Großmast und Kreuzmast). Der Rumpf schloss im Heckbereich mit einem Heckspiegel, in den eine Galerie integriert war, die in die seitlich angebrachte Seitengalerie mündete. Diese waren aus Repräsentationsgründen durch zeitspezifische Schnitzereien und Bildhauerarbeiten geschmückt. Die Beplankung war kraweel ausgeführt, das heißt, die Enden der Planken stießen stumpf aufeinander, so dass eine glatte Außenfläche entstand.
Die Bewaffnung der Klasse bestand aus 28 Kanonen.
|                | Batteriedeck   | Backdeck | Achterdeck    | Kanonen (Geschossgewicht) |
| -------------- | -------------- | -------- | ------------- | ------------------------- |
| Design         | 24 × 8-Pfünder | –        | 4 × 4-Pfünder | 28 Kanonen (50,91 kg)     |
| 1757 (Emerald) | 24 × 9-Pfünder | –        | 4 × 4-Pfünder | 28 Kanonen (52,61 kg)     |

## Besatzung
Die Besatzung hatte im Frieden eine Stärke von 158 Mann und im Kriegsfall 228 Mann (4 bis 8 Offiziere und 150 bzw. 220 Unteroffiziere bzw. Mannschaften).